# Vilela (Cualedro)
Vilela (llamada oficialmente Santiago de Vilela) es una parroquia y un lugar del municipio español de Cualedro, en la provincia de Orense, Galicia.

## Organización territorial
La parroquia está formada por tres entidades de población:
- Lamalonga
- Moimenta
- Vilela

## Demografía

### Parroquia
| Gráfica de evolución demográfica de Vilela (parroquia) entre 2000 y 2022 |
|                                                                          |
| Datos según el nomenclátor publicado por el INE.                         |

### Lugar
| Gráfica de evolución demográfica de Vilela (lugar) entre 2000 y 2022 |
|                                                                      |
| Datos según el nomenclátor publicado por el INE.                     |